# Dunblane Cathedral

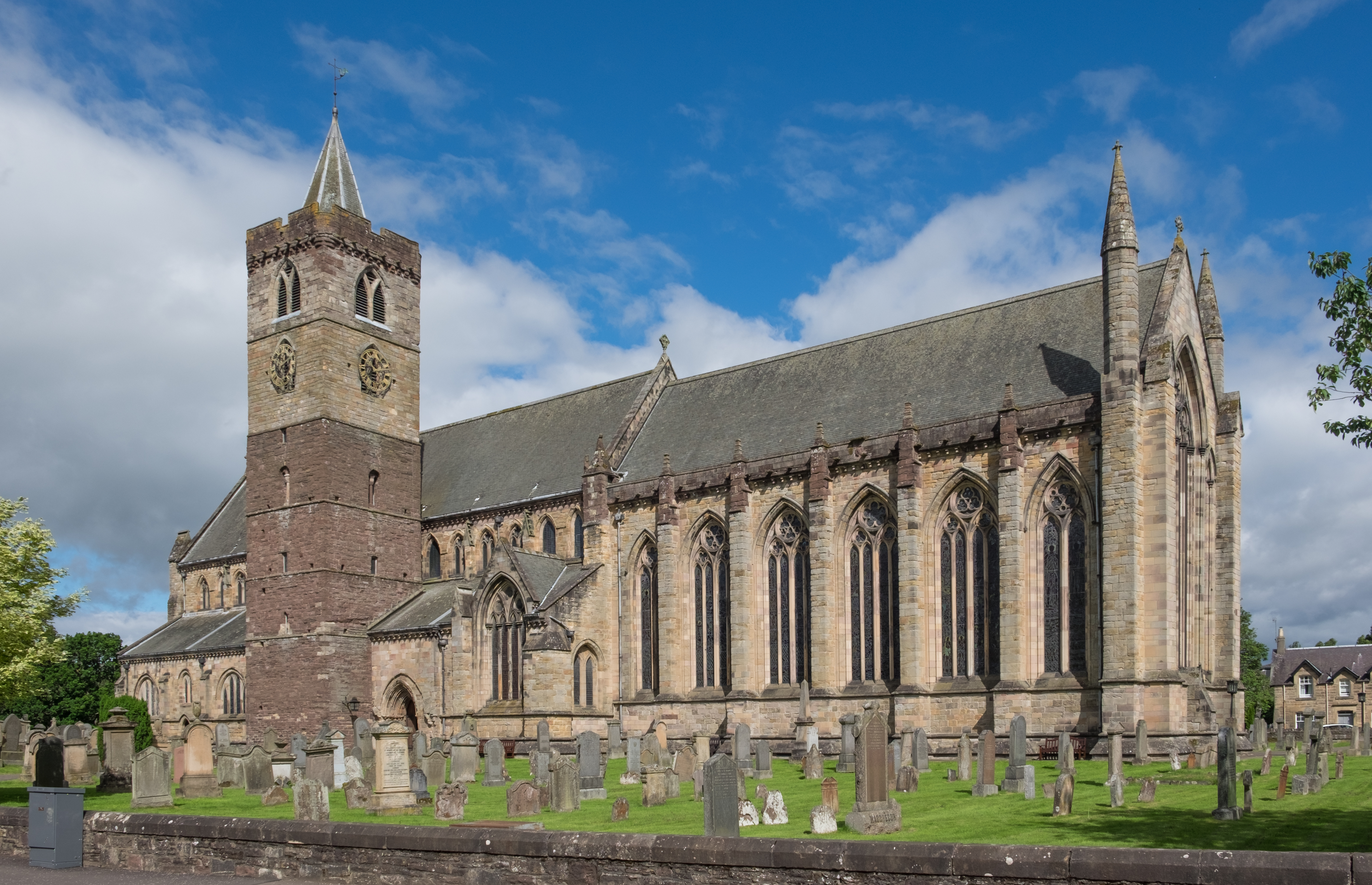
Außenansicht

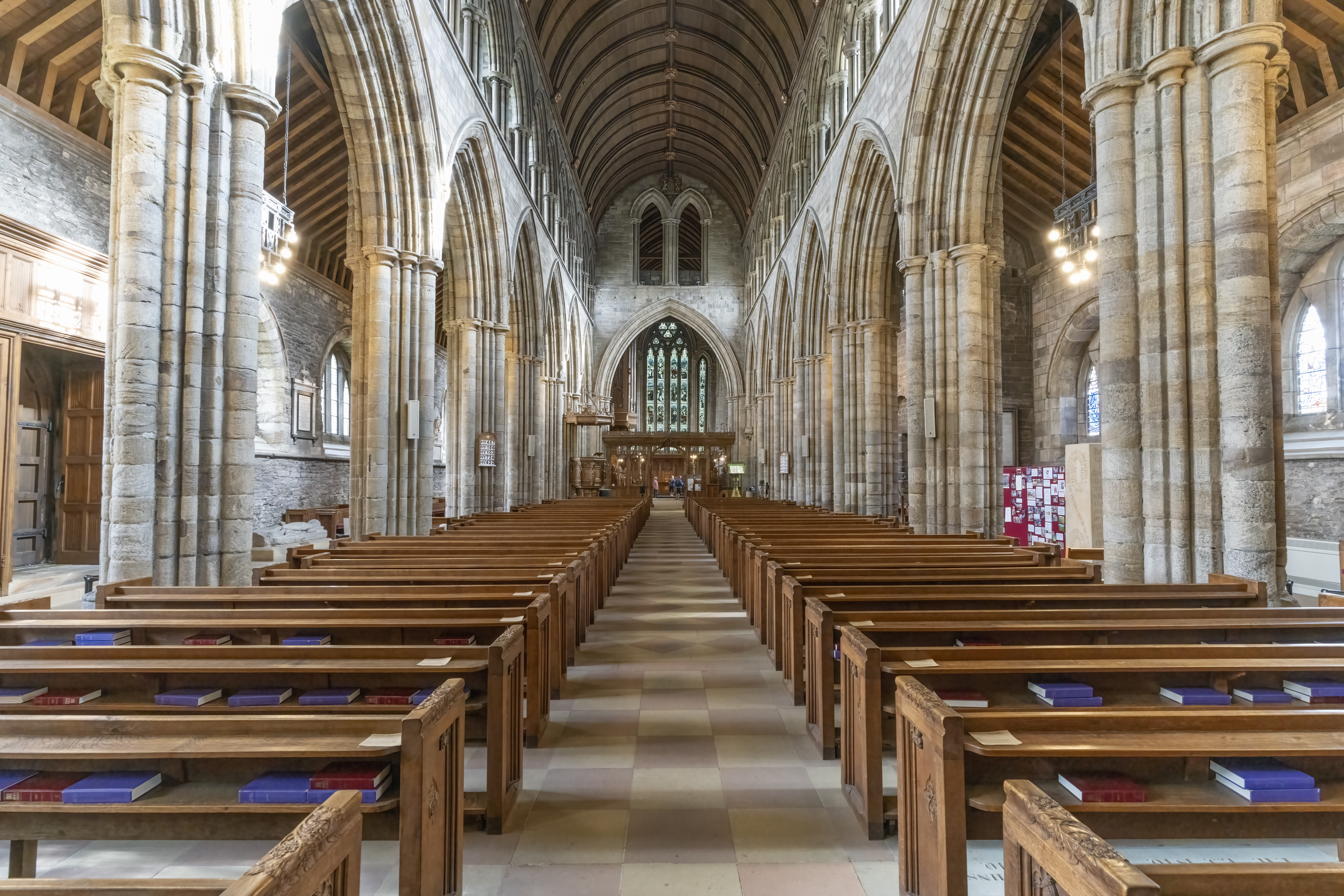
Dunblane Cathedral Blick ins Hauptschiff, Richtung Osten

Dunblane Cathedral ist eine ehemalige Kathedrale in Dunblane in Schottland. Sie war Sitz des Bistums Dunblane. Sie wird als Pfarrkirche der presbyterianischen Church of Scotland genutzt. Aufgrund ihrer historischen Bedeutung für das Christentum in Schottland wird sie aber auch offiziell weiter als Kathedrale bezeichnet.

## Geschichte
Die Region um Dunblane wurde ab etwa 602 von Anhängern des heiligen Blane christianisiert. Im 12. Jahrhundert war Dunblane mit einer Niederlassung der Culdeer ein Zentrum des keltischen Christentums in der dünn besiedelten Region, weshalb es um 1150 zum Sitz der neu errichteten römisch-katholischen Diözese Dunblane wurde. Die Niederlassung der Culdeer bestand parallel dazu bis mindestens 1272 weiter. Die ersten Bischöfe der neuen Diözese begannen mit dem Bau einer Kathedrale, wobei sie vermutlich einen älteren Turm in den Bau mit einbezogen. Da die kleine Diözese über nur geringe Einkünfte verfügte, war der Bau 1233 noch unvollendet, als Clement neuer Bischof wurde. Clement gelang es, die Einkünfte der Diözese zu erhöhen und begann mit dem Bau einer neuen Kathedrale. Dazu ließ er den noch dachlosen Vorgängerbau abreißen. Da das Gelände im Osten sumpfig war, konnte der Bau nicht genau nach Osten hin ausgerichtet werden. Zunächst ließ Clement die Lady Chapel errichten. Ob anschließend der Chorraum oder das Langhaus errichtet wurde, war lange umstritten, wahrscheinlich wurde zuerst der Chor errichtet. Beim Tod von Clement 1258 war der Bau fast vollendet oder zumindest weit fortgeschritten. Unter seinen Nachfolgern wurde der Bau nur wenig verändert. Um 1500 wurde der Turm erhöht sowie die Fialen und der Zinnenkranz aufgesetzt.

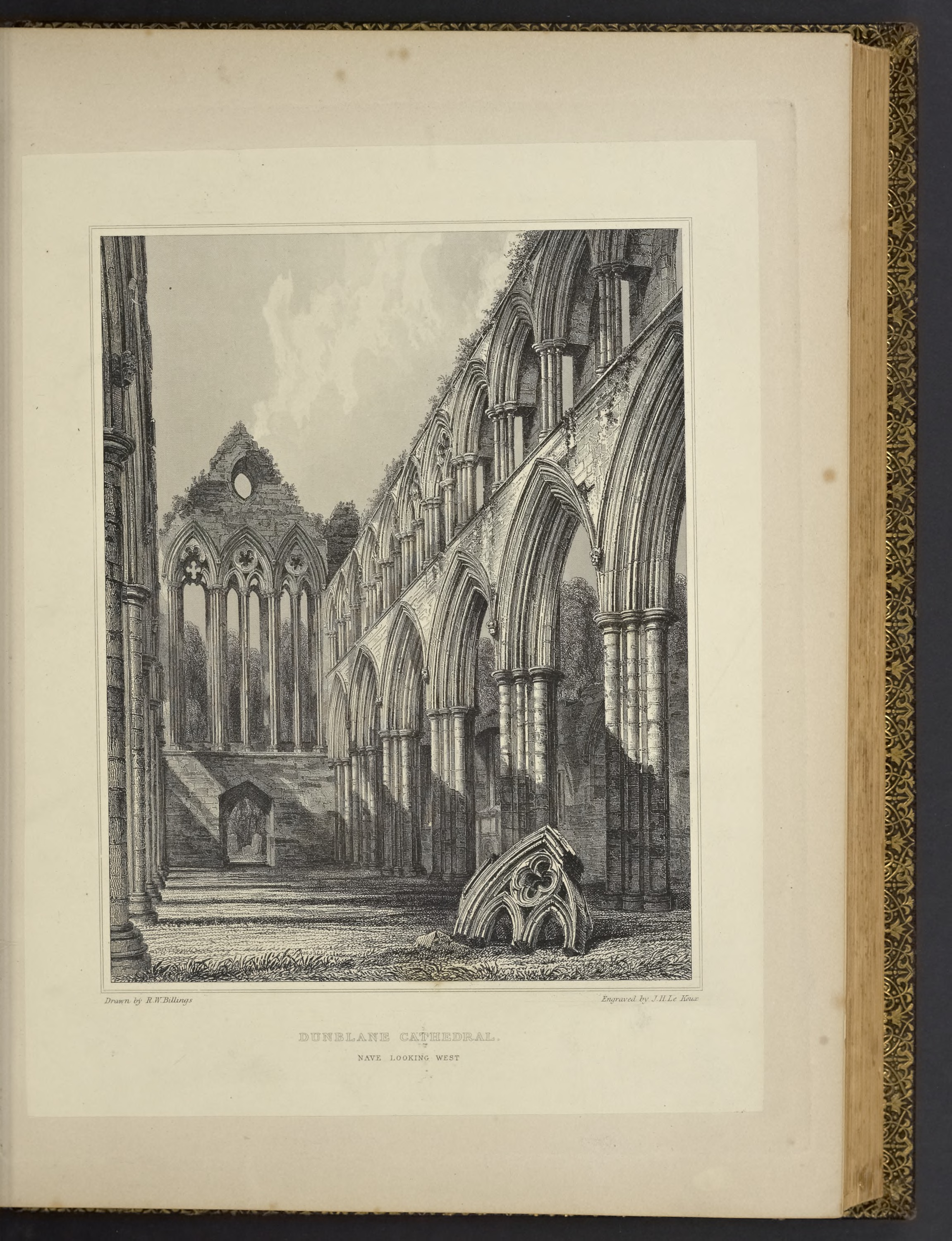
Das verfallene Langhaus im 19. Jahrhundert

Während der Reformation wurde 1560 die römisch-katholische Diözese Dunblane in eine Diözese der epispokalen Church of Scotland umgewandelt. Ein großer Teil der Ausstattung der Kathedrale wurde auf Befehl des Earl of Argyll zerstört. Die neue Gemeinde nutzte aber nur noch den Chorraum für Gottesdienste. Das Langhaus blieb ungenutzt und verfiel. Bis 1622 wurde es nach dem Einsturz des Daches zur Ruine, während der Chorraum weiter genutzt wurde. Mit der Umwandlung der Church of Scotland in eine presbyterianische Kirche verlor die Kirche ihren Status als Kathedrale. 1816 wurde der Chorraum unter Leitung von James Gillespie Graham renoviert. Als der Chorraum für die wachsende Gemeinde zu klein wurde, begann 1889 unter der Leitung des renommierten Architekten Robert Rowand Anderson eine umfassende Restaurierung des Langhauses, das dabei wieder ein Dach erhielt. Die Restaurierung wurde 1893 abgeschlossen. 1914 erfolgte unter Leitung von Robert Lorimer eine Restaurierung des Chorraums. Als Kirche der presbyterianischen Church of Scotland hat sie keinen besonderen Status mehr als Kathedrale. Das Gebäude wird von Historic Scotland als Kirche der Church of Scotland unterhalten und ist als Scheduled Monument und Listed Building geschützt.

## Baubeschreibung

### Lage
Die Kathedrale liegt inmitten der Stadt Dunblane auf einer Anhöhe am östlichen Ufer des Allan Water. Auf drei Seiten ist sie von einem Friedhof umgeben, während im Westen die Anhöhe steil zum Fluss abfällt.

### Äußeres
Die Kathedrale ist eine dreischiffige Basilika mit einschiffigen Chor, die im Early English Style errichtet wurde. Die Schaufassade ist die turmlose Westfassade. Der querhauslose Bau wurde von dem Kunsthistoriker John Ruskin für seine einfache Schönheit gelobt. Neben dem südlichen Seitenschiff befindet sich ein quadratischer Turm, dessen unterer Teil älter als die übrige Kirche ist.

### Lady Chapel
Neben dem Turm ist die nach 1233 errichtete Lady Chapel der älteste Teil der Kathedrale. Der lange, schmale Raum befindet sich an der Nordseite des Chorraums. Sie diente vermutlich auch als Kapitelhaus. sie besitzt ein steinernes Kreuzrippengewölbe, der Fer Fußboden aus Purbeck-Marmor und Ancaster-Kalkstein sowie die von Reginald Fairlie entworfene Eichenholztäfelung wurden 1934 eingebaut. Die Buntglasfenster stammen aus der ersten Hälfte des 20. Jahrhunderts, dazu befinden sich Gedenktafeln für die Opfer des Ersten und Zweiten Weltkriegs aus Dunblane in der Kapelle. Die Lady Chapel konnte nur vom Kircheninneren betreten werden, der Eingang an der Nordseite ist modern. Über der Kapelle befindet sich ein weiterer Raum mit zwei kleinen Fenstern, der über eine enge Wendeltreppe erreichbar ist. Der Raum diente möglicherweise als Wohnung von Clement. Heute befinden sich in dem Raum die Sakristei und die Orgel. Eine Piscina zeigt, dass der Raum vermutlich die Privatkapelle der Bischöfe enthielt.

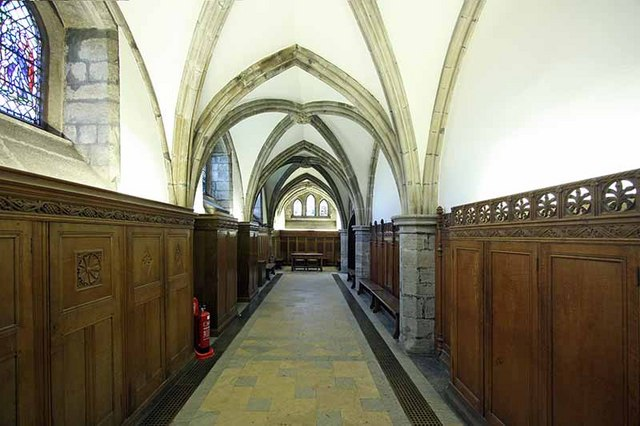
Die Lady Chapel

### Chorraum
Der im 13. Jahrhundert errichtete einschiffige Chorraum besitzt sechs Joche und ist über 24 m lang und 8,5 m breit. Er besitzt einen geraden Abschluss mit einem großen Ostfenster. Auch an der Südseite befinden sich bemerkenswert große Spitzbogenfenster. Das mit feinen Schnitzereien, darunter bildhaften Miserikordien verzierte Chorgestühl an den beiden Längsseiten stammt teils noch aus der Zeit von Bischof Ochiltree aus der ersten Hälfte des 15. Jahrhunderts, wurde aber 1914 nach Entwürfen von Robert Lorimer erweitert. Aus dieser Zeit stammen auch der Lettner und die Orgel. Das Buntglas des vierbahnigen Ostfensters stammt von 1901 und wurde von Charles Eamer Kempe entworfen, die Entwürfe für die 1915 eingebauten vier Südfenster stammen von Louis Davis. An der Nordseite befindet sich ein mittelalterliches Grabdenkmal, das vermutlich für Bischof Clement geschaffen wurde. Im Fußboden erinnert eine Gedenkplatte an Margaret Drummond, eine Geliebte von König Jakob IV., und ihre beiden Schwestern, die in der Kathedrale begraben wurden. Neben weiteren Mitgliedern der Familie Stirling wurde auch Jane Stirling in der Kirche beigesetzt.

### Langhaus

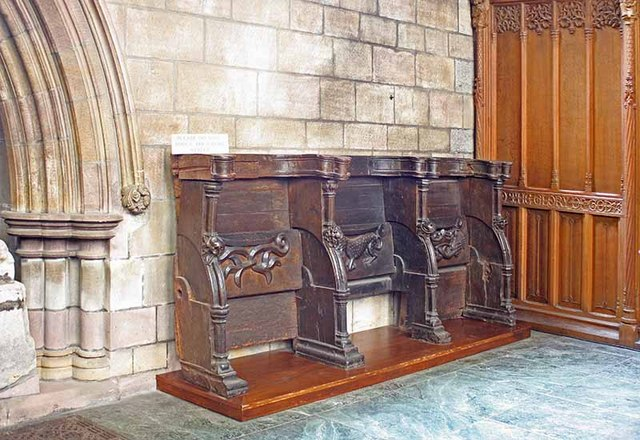
Ein Teil des mittelalterlichen Chorgestühls

Das achtjochige Langhaus ist als Basilika errichtet und besitzt ein nördliches und ein südliches Seitenschiff. Es ist durch einen Chorbogen vom Chorraum getrennt, über 39 m lang und einschließlich der beiden Seitenschiffe über 17 m breit ist. Im Obergaden verläuft eine Passage. Die Wände sind aus unverputzten Bruchstein. Wie der Chorraum besitzt das Hauptschiff ein hölzernes Tonnengewölbe mit Querrippen aus dem 19. Jahrhundert, während die Seitenschiffe mit hölzernen Pultdächern gedeckt sind. Die hölzerne Kanzel wurde von Rowand Anderson entworfen, der auch die Restaurierung des Langhauses im späten 19. Jahrhundert leitete. Im Westen befindet sich ein aufwändig gestaltetes Prozessionsportal, darüber drei zweibahnige Maßwerkfenster im Early English Style. Neben dem großen Westportal gibt es Türen im südlichen Seitenschiff östlich des Turmes sowie eine weitere Tür am westlichen Ende des Seitenschiffs. Neben dem Westportal befinden sich Teile des von Bischof James Chisholm im späten 15. oder frühen 16. Jahrhundert in Auftrag gegebenen Chorgestühls. Im nördlichen Seitenschiff befindet sich ein steinernes Keltenkreuz, das vielleicht aus dem 9. Jahrhundert stammt und vermutlich 1873 wiederentdeckt wurde. Dazu befindet sich dort das Grabdenkmal für Malise, 5. Earl of Strathearn und eine seiner Ehefrauen. Außerdem sind dort zwei Glocken ausgestellt, die 1612 und 1687 gegossen wurden. Im südlichen Seitenschiff befinden sich der Taufstein aus dem späten 19. Jahrhundert, eine Gedenkstele für die Opfer des Amoklaufs an der Grundschule von Dunblane im März 1996 sowie ein spätmittelalterliches Grabdenkmal, das vermutlich für Bischof Michael Ochiltree errichtet wurde.

### Turm
In die Südwand des Seitenschiffs ragt ein Teil des Turmes hinein, dessen Mauer nicht parallel zur Wand des Langhauses verläuft. Der Turm wurde spätestens um 1100, möglicherweise bereits viel früher errichtet. Er wurde vermutlich als eigenständiges Bauwerk in der Nähe einer keltischen Kirche errichtet. Er scheint aber nicht als Kirchturm erbaut worden zu sein, sondern eher als Verteidigungsbauwerk oder als Schatzkammer. Er ist mit dem Turm von Muthill vergleichbar, der ebenfalls in einen späteren Kirchenbau integriert wurde. Die Seiten des Turms sind fast 7 m lang, wobei die Mauern am Grund etwa 1,5 m dick sind. Die unteren vier Stockwerke des 6-geschossigen Turms stammen noch aus dem 12. Jahrhundert oder noch davor. Sie sind aus rotem Sandstein, das fünfte Stockwerk aus gelben und das sechste Stockwerk aus grauem Sandstein. Die beiden oberen Stockwerke wurden offenbar vor 1500 errichtet, auf der Brüstung ist ein Wappen von Bischof James Chrisholm angebracht. Der Zugang zum Turm befindet sich an der Nordseite im südlichen Seitenschiff. Das Zeltdach wurde 1866 bis 1868 erneuert.

## Orgel
Die Orgel wurde 1990 von der niederländischen Orgelbaufirma Flentrop erbaut, dabei wurde das alte Orgelgehäuse verwendet. Das Instrument hat 41 Register auf drei Manualen und Pedal. Die Trakturen sind mechanisch.

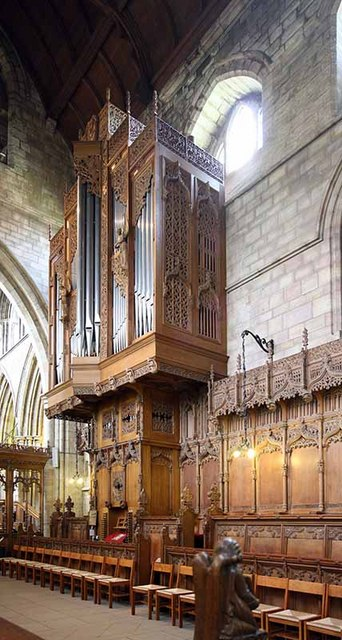
Die Orgel im Chorraum

| I Positiv C–g3  |       |
| Bourdon         | 8′    |
| Salicional      | 8′    |
| Prestant        | 4′    |
| Fluit           | 4′    |
| Gemshoorn       | 2′    |
| Larigot         | 1 ⁄3′ |
| Sexquialter III |       |
| Cymbel III      |       |
| Kromhoorn       | 8′    |
| Tremulant       |       |

| II Hauptwerk C–g3 |     |
| Prestant          | 16′ |
| Octaaf            | 8′  |
| Holpijp           | 8′  |
| Octaaf            | 4′  |
| Roerfluit         | 4′  |
| Quint             | 3′  |
| Octaaf            | 2′  |
| Mixtuur V         |     |
| Scherp IV         |     |
| Cornet V          |     |
| Trompet           | 16′ |
| Trompet           | 8′  |

| III Oberwerk C–g3 |        |
| Quintadeen        | 16′    |
| Prestant          | 8′     |
| Gemshoorn         | 8′     |
| Bourdon           | 8′     |
| Octaaf            | 4′     |
| Nachthoorn        | 4′     |
| Nasard            | 3′     |
| Woudfluit         | 2′     |
| Terts             | 1 3⁄5′ |
| Mixtuur IV        |        |
| Schalmey          | 8′     |
| Hobo              | 8′     |
| Vox Humana        | 8′     |
| Tremulant         |        |

| Pedal C–f1 |     |
| Subbas     | 16′ |
| Openfluit  | 8′  |
| Octaaf     | 4′  |
| Bazuin     | 16′ |
| Trompet    | 8′  |
| Trompet    | 4′  |
| Cornet     | 2′  |